# Ludwig Speidel

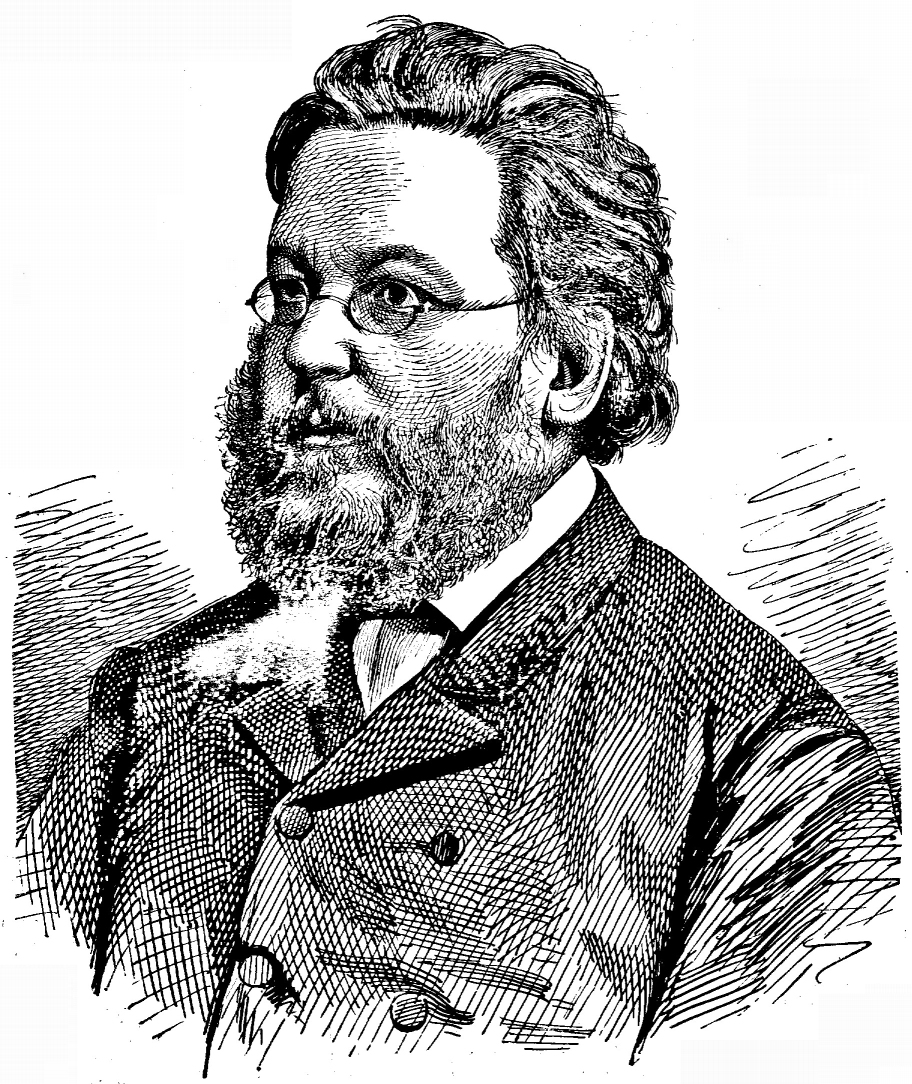
Ludwig Speidel, um 1900

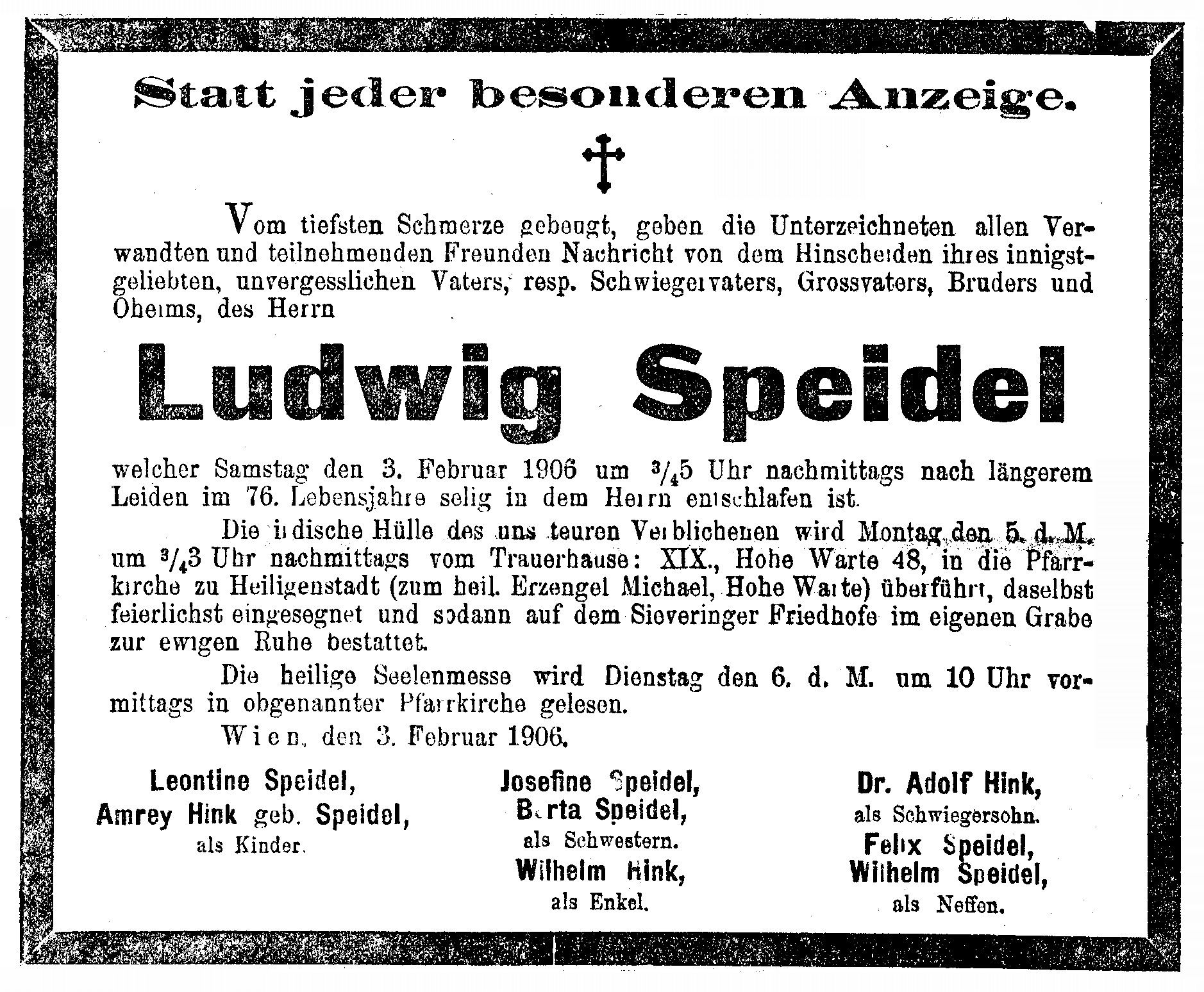
Todesanzeige in der NFP

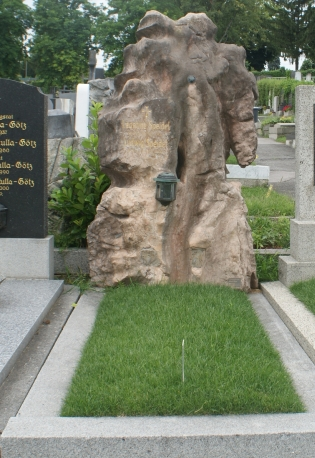
Grabstätte von Ludwig Speidel

Ludwig Speidel (* 11. April 1830 in Ulm; † 3. Februar 1906 in Wien) war ein deutscher Schriftsteller, der in der zweiten Hälfte des 19. Jahrhunderts der führende Musik-, Theater- und Literaturkritiker Wiens war.

## Leben
Ludwig Speidel erhielt von seinem Vater, dem Sänger und Komponisten Konrad Speidel (* 16. September 1804 in Söflingen bei Ulm; † 26. Januar 1880 in Ulm; verheiratet mit Anna Steiner) ersten musikalischen Unterricht und besuchte das Gymnasium in Ulm. 1850 bis 1853 studierte er mangels finanzieller Mittel nur als Gasthörer an der Universität München verschiedene Fächer, nebenbei gab er Klavierunterricht und schrieb ab 1852 Kritiken für die Augsburger Allgemeine Zeitung, seine erste (Musikalisches aus München) erschien am 28. Oktober. Zu seinem Bekanntenkreis in München zählten Friedrich Kaulbach, Ernst Förster, Jakob Philipp Fallmerayer, Justus von Liebig, Ludwig Steub oder Adolf Bayersdorfer.
1853 kam Speidel nach Wien, angeblich um über die Hochzeit von Elisabeth mit Franz Joseph I. zu berichten. Er freundete sich mit Carl Rahl an und blieb in Wien ansässig, wo er in der Folge für zahlreiche Zeitungen und Zeitschriften arbeitete, neben anderen für den „Pester Lloyd“ (1854), die „Donau“ (1855–1863), die „Österreichische Zeitung“ (1855–1858), die „Jagdzeitung“ und die „Morgenpost“ (1858), die „Neusten Nachrichten“ (1859) und die „Wiener Zeitung“ (1858/59). Er schrieb über viele Themen: Theater, Musik, Kunst, Plaudereien, Humoresken, Reisebriefe, Genrebilder u. a. 1860–1864 war er für die Zeitung „Vaterland“ tätig. Mit der Gründung der „Neuen Freien Presse“ 1864 wurde Speidel für vier Jahrzehnte ihr erster Feuilletonredakteur. Etwa im selben Zeitraum war er auch der Musikkritiker des „Fremden-Blattes“. Während er für die „Presse“ eher in einer gewählten Sprache schrieb, bediente er sich im „Fremden-Blatt“ einer durchaus populären Ausdrucksweise, die an Witzblätter erinnern konnte.
Seine Artikel zeichnete er nur in ganz besonderen Fällen mit seinem vollen Namen, sonst nur mit dem bald bekannten Kürzel „L. Sp.“, im „Fremden-Blatt“ mit „sp.“. Daneben verwendete er zahlreiche andere Chiffren: „§“ (auch noch als Kunstreferent der „Neuen Freie Presse“), σπ („Wiener Zeitung“), „–l“, „□“, „X“, „*“ u. a.
Speidel wurde der bedeutendste Wiener Kritiker und Feuilletonist seiner Zeit und war mit vielen Größen des Wiener Musik- und Theaterlebens seiner Zeit bekannt und befreundet, u. a. Josef Bayer, Ludwig Bösendorfer, Johann von Herbeck, Martin Greif, Ludwig Hevesi, Max Kalbeck, Martin Gustav Nottebohm, Ludwig Porges, Johann Vesque von Püttlingen oder Hugo Wittmann. Als einer der Ersten erkannte er die Bedeutung von Johann Nestroy, Adalbert Stifter und Anton Bruckner und würdigte die Operetten von Johann Strauss (Sohn). Zu den Werken von Richard Wagner hatte er eine sehr ablehnende Einstellung, die ihn oft in heftige Gegensätze mit dessen Verehrern brachte. Größtes Ansehen genoss Speidel als Theaterkritiker, 1887 wurde ihm sogar die Direktion des Burgtheaters angeboten, die er aber ablehnte.
Zu seinen eigenen Arbeiten sagte er einmal: „Ich habe nie eine Korrektur gelesen und nie ein gedrucktes Feuilleton wieder angesehen.“ Seine Frau Leontine (geb. Ziegelmayer; † 6. Jänner 1903) sammelte die Zeitungsausschnitte, die später die Grundlage seiner 1910 erschienenen gesammelten Werke bildeten.
Bestattet ist er in einem ehrenhalber gewidmeten Grab auf dem Sieveringer Friedhof (Gruppe 2, Reihe 10, Nr. 54). 1953 wurde in Wien 22. Bezirk, Kagran, der Speidelweg nach ihm benannt.
Sein Bruder war der Komponist Wilhelm Speidel (1826–1899).

## Zitate
Fundstellen dieser Zitate ist Ludwig Hevesis Artikel Ludwig Speidel, Schriftsteller im Biographischen Jahrbuch und deutscher Nekrolog (1906).
- „Das Feuilleton ist die Unsterblichkeit eines Tages.“
- Über Ludwig Anzengruber: „Solange Anzengruber geschrieben, hat kein anderer deutscher Dichter gediegeneren Inhalt in dramatische Formen hineingelegt.“
- Über Johannes Brahms: „Ein hervorragender Tonsetzer, eine der hellsten Leuchten der deutschen Musik der Gegenwart …“, aber auch „… eine viel zu weltkluge, ironische Natur, die viel zu tief in die Menschen hineinschaut, um sich um ihren momentanen Beifall nur etwas zu kümmern“.
- Über Anton Bruckner: „Mesnerfigur mit dem Imperatorenschädel“
- Über Grillparzers „Ein Bruderzwist in Habsburg“: „Da kommt einem der Dichter so märchenhaft vor, wie ein verwunschener Habsburgischer Prinz, der bei Tage zum Archivdirektor der Hofkammer verdammt sei und nachts Erinnerungen an seine glänzende Vergangenheit niederschreibe.“
- Über Hans Makart: „Wo dieses jugendliche Talent hinaus will, wissen die Götter. Es steht leider zu befürchten, daß es sich in leerer Virtuosität verlieren werde.“
- Über Carl Rahl: „Zum ersten Male seit Schubert hat Wien wieder einen großen schöpferischen Künstler hervorgebracht, aber man verfährt mit ihm, als ob die Genien hierzulande gleich Distelköpfen wucherten.“
- Über Ferdinand Raimund: „Wenn es in Wien einen Dichter gegeben hat, so ist es Raimund gewesen.“
- Über Franz Schubert: „Der größte Sinfoniker nach Beethoven“.
- Über Richard Wagner: „Wagners Musik ist dagegen durch und durch äußerlich, im schlechten Sinne sinnlich, gemütlos, kurz undeutsch …“
„Wagner ist künstlerisch nicht der Ausdruck des deutschen Geistes, sondern nur ein Zerrbild desselben […] er ist eine innerlichst unproduktive, eine künstliche, hohle, reflektierte Natur …“
Später milderte sich Speidels Einstellung zu Wagner und er schrieb:
„Abgesehen vom Werte oder Unwerte der Wagnerschen Musik, so besitzt sie doch eine positive Eigenschaft. Das Positive an ihr ist, daß sie Begeisterung hervorruft.“
- Über Ferdinand Georg Waldmüller: „Die künstlerische Blütezeit Waldmüllers war kurz bemessen, sie füllte kaum ein Jahrzehnt aus. Seine besten Werke fallen in die vierziger Jahre und wie ihm bis dahin nichts Rechtes gelingen wollte, so geht es mit ihm vom Jahre 1848 an rasch bergab.“

## Trivia
1888 wurden anlässlich des Abbruchs des alten Burgtheaters die beiden Referentensitze Speidels aus den Sitzreihen herausgesägt und ihm als Andenken für die langjährige Benutzung verehrt.
Als Speidel bereits zu den wichtigsten Kritikern Wiens gehörte, wurden sein Zeitlassen und seine Schreibfaulheit zum Stadtgespräch, berichtete er doch z. B. über Premieren vor der Sommerpause der Theater erst in der nachfolgenden Saison im Herbst. Dabei war er gegenüber sich selbst der strengste Kritiker. Nichts, was er schrieb, genügte ihm. „Könnt’ ich nur den Schmarrn in den Ofen werfen!“ seufzte er, wenn er eben ein Feuilleton fertig gebracht hatte, das am nächsten Morgen das literarische Ereignis war.

## Werke
Eigenständige Veröffentlichungen zu Lebzeiten
- Rahl’s athenischer Fries. Erläutert von Ludwig Speidel. Österreichischer Kunstverein, Wien 1867.
- Bilder aus der Schillerzeit. Mit ungedruckten Briefen an Schiller. Hrsg. von Ludwig Speidel und Hugo Wittmann. Spemann, Berlin 1884.
- Das Wiener Theater. In: Die österreichisch-ungarische Monarchie in Wort und Bild. (Band 3). K.-k. Hof- u. Staatsdruckerei, Wien 1887.
- Theater. In: Wien 1848–1888. Denkschrift zum 2. December 1888. Hrsg. vom Gemeinderat der Stadt Wien. Konegen, Wien 1888.
- Auf der Höhe. Zur Erinnerung an Wilhelm Schenner. O. V., o. O 1891.
- Kleine Schriften von Heinrich Natter. Mit einem Vorwort von Ludwig Speidel. Edlinger, Innsbruck 1893.
- Ludwig Eisenberg: Adolf Sonnenthal. Eine Künstlerlaufbahn als Beitrag zur modernen Burgtheater-Geschichte. Mit einem Vorwort von Ludwig Speidel. E. Pierson, Dresden 1896.

Posthume Buchveröffentlichungen
- Ludwig Speidels Schriften.
  - Band 1: Persönlichkeiten. Biographisch-literarische Essays. Meyer & Jessen, Berlin 1910 (literature.at).
  - Band 2: Wiener Frauen und anderes Wienerische. Meyer & Jessen, Berlin 1910.
  - Band 3. Heilige Zeiten. Weihnachtsblätter. Meyer & Jessen, Berlin 1911 (literature.at).
  - Band 4. Schauspieler. Meyer & Jessen, Berlin 1910 (literature.at).
- Melodie der Landschaft. Essays. Ausgewählt und eingeleitet von Eduard Frank. Volk- und Reich-Verlag, Prag/Wien 1943.
- Kritische Schriften. Ausgewählt, eingeleitet und erläutert von Julius Rütsch. Artemis, Zürich 1963.
- Fanny Elßlers Fuß. Wiener Feuilletons. Hrsg. von Joachim Schreck. Böhlau, Wien 1989, ISBN 3-205-05221-8 (Österreichische Bibliothek; Band 11) und Volk und Welt, Berlin 1989, ISBN 3-353-00542-0.